# APSARA
APSARA (Authority for the Protection and Management of Angkor and the Region of Siem Reap) er et cambodjansk regeringskontor som er ansvarlig for at beskytte området omkring Angkor. Det blev grundlagt i 1995.